# Milano-Linate flygplats

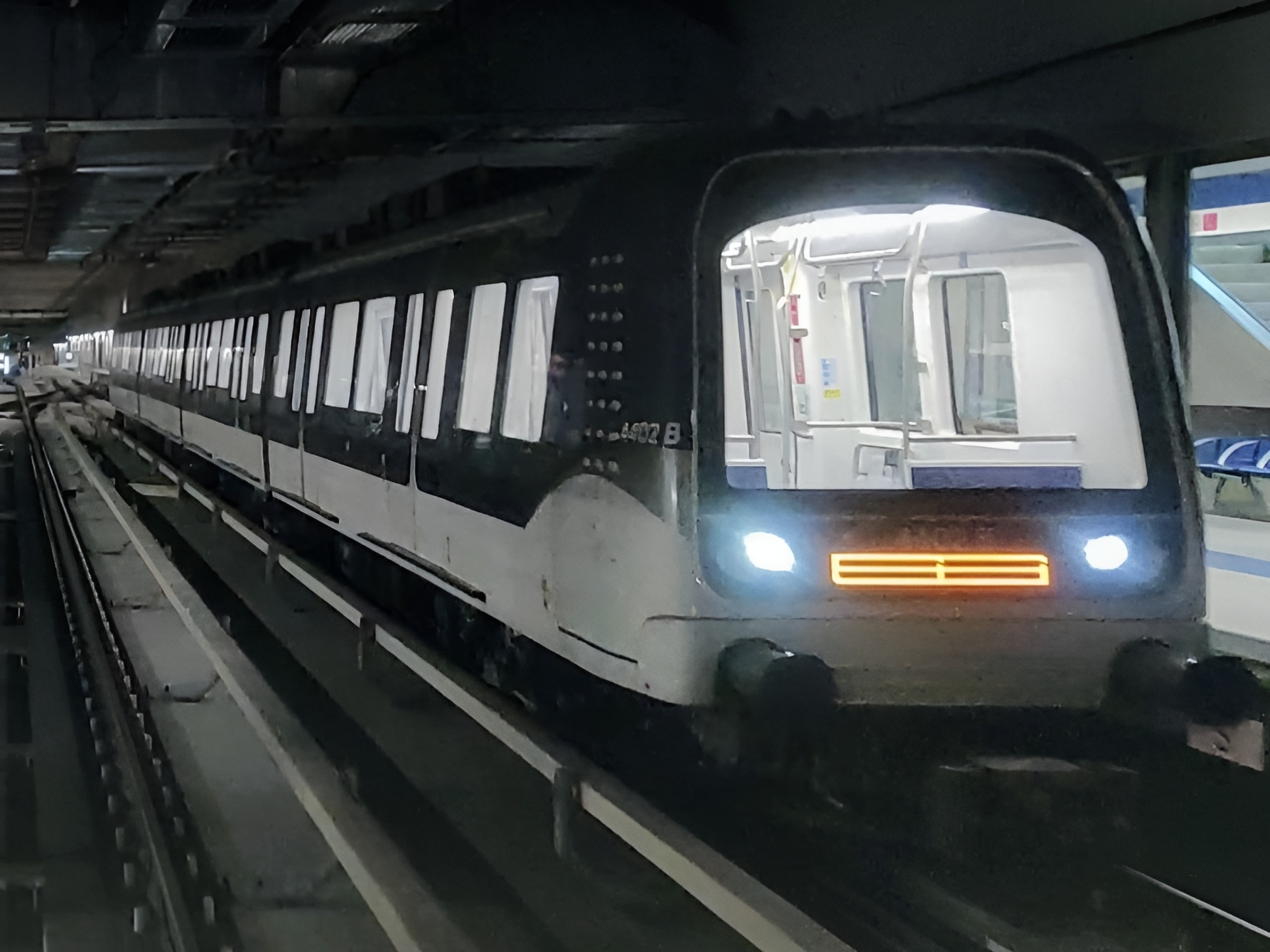

Milano-Linate flygplats (Italienska: Aeroporto di Milano-Linate) (IATA: LIN, ICAO: LIML) är en internationell flygplats i Linate cirka 7 km öster om centrala Milano i Italien. Här inträffade en allvarlig flygolycka 2001 med ett SAS-plan.
Flyplatsen betjänade 7 719 977 passagerare 2022 med 101 956 flygplansrörelser, vilket gör den till en av de mest trafikerade flygplatserna i Italien. Den är den tredje mest trafikerade flygplatsen i Milanos storstadsområde när det gäller passagerarantal efter Malpensa flygplats och Bergamo-Orio al Serios internationella flygplats och den näst mest trafikerade när det gäller flygplansrörelser.
Flygplatsen har en tre våningar hög terminalbyggnad för passagerare. Markplanet innehåller inchecknings- och separata bagageutlämningsytor samt servicediskar och en separat avgångshall. På andra våningen finns den primära avgångshallen med flera butiker, restauranger och servicefaciliteter. Den tredje våningen används för kontorslokaler.

## Historik
Flygplatsen byggdes bredvid Idroscalo i Milano på 1930-talet när Taliedo flygplats, belägen kilometer från Milanos södra gräns och en av världens första flygplatser, blev för liten för kommersiell trafik. Linate byggdes om helt på 1950-talet och igen på 1980-talet.
Dess namn kommer från den lilla byn där den ligger i staden Peschiera Borromeo. Dess officiella namn är Airport Enrico Forlanini, efter den italienska uppfinnaren och flygpionjären född i Milano.
Sedan 2001, på grund av Linates närhet till centrum av Milano - endast 7 km öster om stadens centrum, jämfört med Malpensa, som ligger 41 km nordväst om stadens centrum – har dess kapacitet har sänkts genom lag från 32 (teknisk kapacitet) till 22 starter per timme (politiskt beslutad kapacitet) och endast inrikes- eller internationella flygningar inom EU eller till Storbritannien har tillåtits.

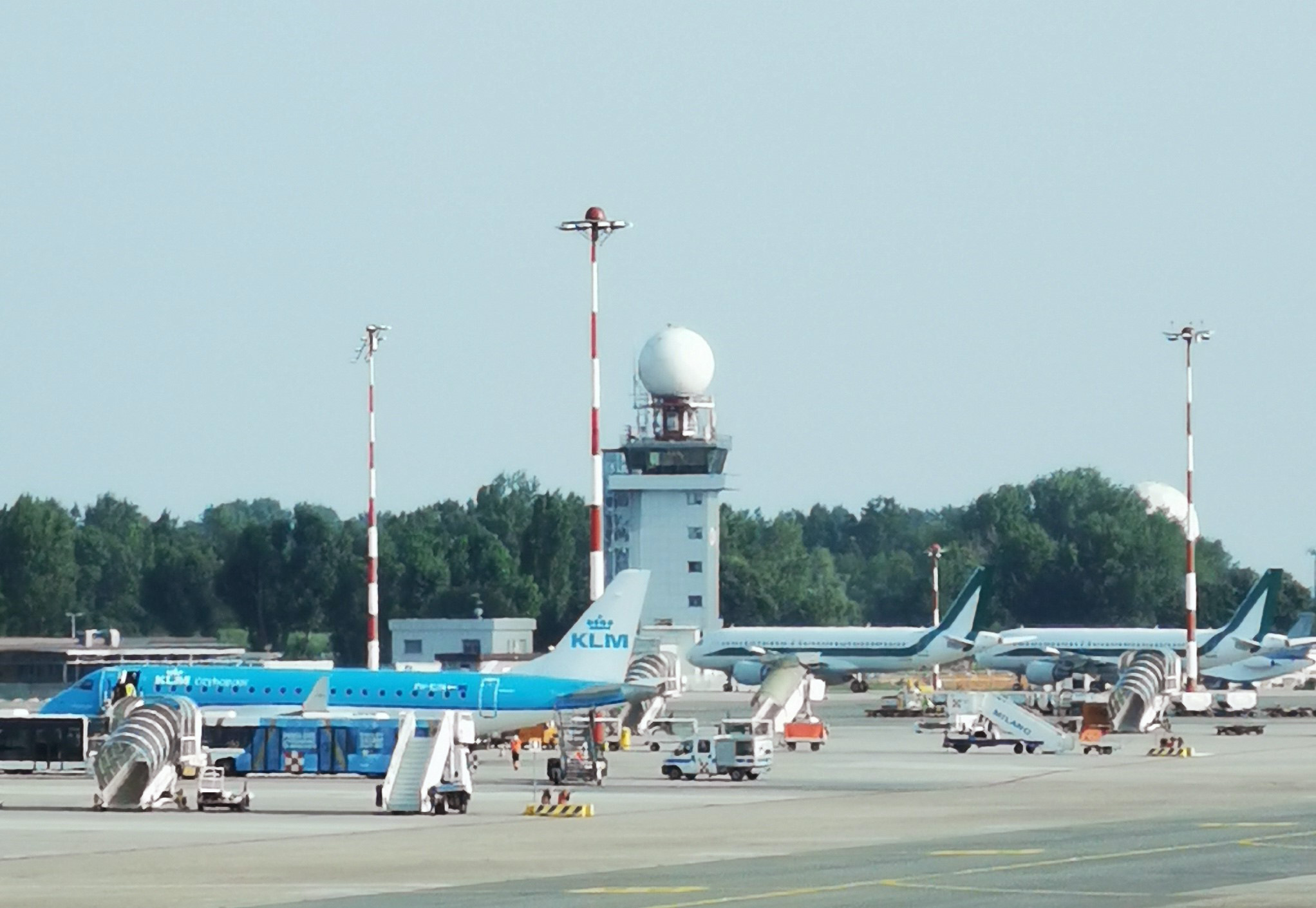
Flygledningstornet

Från den 27 juli till den 27 oktober 2019 var Linate stängd för omläggning av landningsbanor och terminaluppgraderingar. Det senare projektet slutfördes efter flygplatsens återöppning 2021. Under denna stängning omdirigerades de flesta flygen till Malpensa.
I juli 2023 utsågs Linate Airport till Europas bästa flygplats i kategorin 5-10 miljoner passagerare av Airports Council International.

## Flygbolag och destinationer
Följande flygbolag erbjuder året runt och säsongsbetonade reguljär- och charterflyg på Linate Airport:
| Flygbolag             | Destinationer |
| --------------------- | --- |
| Aer Lingus            | Dublin |
| AeroItalia            | Ancona (ends 31 October 2024), Olbia |
| Air Corsica           | Säsong: Calvi, Figari |
| Air Dolomiti          | Frankfurt, Munich |
| Air France            | Paris–Charles de Gaulle |
| Air Malta             | Malta (ends 30 March 2024) |
| AlbaStar              | Säsong: Palma de Mallorca |
| British Airways       | London–Heathrow Seasonal: London–City |
| Brussels Airlines     | Brussels |
| easyJet               | Amsterdam, Berlin, London–Gatwick, Paris–Charles de Gaulle, Paris–Orly |
| Finnair               | Helsinki |
| Iberia                | Madrid |
| ITA Airways           | Alghero, Amsterdam, Bari, Brindisi, Brussels, Cagliari, Catania, Düsseldorf, Frankfurt, Lamezia Terme, London–City, London–Heathrow, Naples, Palermo, Paris–Charles de Gaulle, Paris–Orly, Reggio Calabria, Rome–Fiumicino, Stuttgart, Trieste Säsong: Corfu, Hamburg, Heraklion, Ibiza, Lampedusa, Menorca, Pantelleria, Rhodes Säsongcharter: Rostock |
| KLM                   | Amsterdam |
| KM Malta Airlines     | Malta (begins 31 March 2024) |
| Lufthansa             | Frankfurt |
| Lumiwings             | Foggia |
| Luxair                | Luxembourg |
| Scandinavian Airlines | Stockholm–Arlanda |
| Volotea               | Cagliari, Olbia Säsong: Lampedusa, Pantelleria |
| Wizz Air              | Catania |